# 모질라 VPN

모질라 VPN 사용 가능 지역

모질라 VPN(Mozilla VPN)은 모질라가 개발한 오픈 소스 가상사설망 웹 브라우저 확장, 데스크톱 애플리케이션, 모바일 애플리케이션이다. 2019년 9월 19일 파이어폭스 프라이빗 네트워크(Firefox Private Network)라는 이름으로 베타로 출시되었으며, 모질라 VPN이라는 이름으로 2020년 7월 15일 공식 출시되었다.

## 같이 보기
- 인터넷 프라이버시
- 가상 사설 서버